# Меморіал Армандо Піккі
Меморіал Армандо Піккі (італ. Trofeo Nazionale di Lega Armando Picchi) — нерегулярний літній футбольний товариський турнір, який відбувається в Ліворно, Італія. Турнір був організований 1971 року Футбольною федерацією Італії в пам'ять про Армандо Піккі, який помер у травні 1971.

## Історія

Армандо Піккі, на честь якого було засновано турнір

Перший турнір пройшов в червні за участю двох тогорічних фіналістів Кубка Італії і двох найкращих команд в Серії А. Матчі пройшли на Стадіо Олімпіко в Римі. Відбулися два півфінали, матч за 3-тє місце та фінал, перемогу в якому здобула «Рома». Проте надалі турнір через відсутність вільних дат було відмінено.
1988 року турнір було відновлено і участь в ньому взяло лише 2 команди* — «Болонья» та «Динамо» (Київ). Кияни на Стадіо Армандо Піккі в Ліворно святкували впевнену перемогу з рахунком 6-1. За аналогічним регламентом пройшли і наступні два турніри у 1989 та 1995 роках, проте тут в обох випадках італійські команди перемагали своїх гостей.
1999 року формат турніру знову був змінений. Три команди зіграли між собою в турнірі. Матч тривав 45 хвилин, у разі нічиєї проводиться серія пенальті. Переможцем стало «Ліворно», яке виграло в обох матчах.

## Усі турніри
| Рік       | Переможець       | Рахунок        | Фіналіст                 | 3 місце       | 4 місце       |
| --------- | ---------------- | -------------- | ------------------------ | ------------- | ------------- |
| 1971      | «Рома»           | 1-0            | «Інтернаціонале»         | «Ювентус»     | «Кальярі»     |
| 1972—1987 | Не проводився    | Не проводився  | Не проводився            | Не проводився | Не проводився |
| 1988      | «Динамо» (Київ)  | 6-1            | «Болонья»                | —             | —             |
| 1989      | «Мілан»          | 0-0 (4-1 пен.) | «Насьональ» (Монтевідео) | —             | —             |
| 1990—1994 | Не проводився    | Не проводився  | Не проводився            | Не проводився | Не проводився |
| 1995      | «Інтернаціонале» | 0-0 (4-2 пен.) | ПСВ                      | —             | —             |
| 1996—1998 | Не проводився    | Не проводився  | Не проводився            | Не проводився | Не проводився |
| 1999      | «Ліворно»        | *              | «Інтернаціонале»         | Варезе        | —             |